# فريدة ياسمين
فريدة ياسمين (بالإنجليزية: Farida Yasmin) هي صحفية بنغلاديشية وباكستانية، ولدت في 1 يونيو 1963 في Narsingdi District ‏ في بنغلاديش.